# Estero Limache
El estero Limache es un curso de agua ubicado en la Región de Valparaíso, Chile. 

## Trayecto
Conforma una hoya de régimen pluvial en la cuenca del río Aconcagua y determina el límite norte del clima mediterráneo según la clasificación de Koeppen. El estero tiene cabeceras en la vertiente poniente de los cerros La Campana y El Roble y del cordón de la Dormida, donde se juntan los esteros Las Palmas, Quebrada Alvarado y Cajón de la Dormida con el nombre de Estero Pelumpén. En su recorrido, el estero bisecta la comuna de Limache en las dos localidades que la componen, San Francisco de Limache y Limache Viejo. Luego sigue hacia el oeste casi paralelo al curso del río Aconcagua y se une a este por la ribera norte aguas abajo del puente Colmo,: 315  a 8 km de su desembocadura en Concón Alto.: 1 

## Caudal y régimen
La subcuenca baja del Aconcagua, que incluye el área desde la junta del estero Pocuro hasta la desembocadura del río Aconcagua en el océano Pacífico, incluyendo el estero Catemu tiene un régimen nivo–pluvial, con sus aumentos de caudal en diciembre y enero producto de deshielos. Los menores caudales ocurren en el trimestre de marzo-mayo.: 61 
Sin embargo, Hans Niemeyer caracteriza el régimen del curso inferior del río principal como típicamente pluvial, lo que coincide con el tipo de curvas de variación estacional del estero Limache: crecida de caudales en los meses de invierno y estiaje en los meses de verano.: 315 

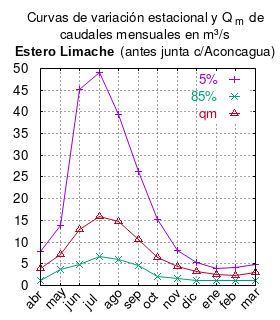
Curvas de variación estacional (5%, 85%) y caudal promedio del estero Limache antes de junta con el río Aconcagua.

El caudal del río (en un lugar fijo) varía en el tiempo, por lo que existen varias formas de representarlo. Una de ellas son las curvas de variación estacional que, tras largos periodos de mediciones, predicen estadísticamente el caudal mínimo que lleva el río con una probabilidad dada, llamada probabilidad de excedencia.
El significado de la probabilidad de excedencia del 5% es que, estadísticamente, el caudal es mayor solo una vez cada 20 años, el de 85% quince veces cada 16 años. Dicho de otra forma, el 5% es el caudal de años extremadamente lluviosos, el 95% es el caudal de años extremadamente secos. De la estación de las crecidas puede deducirse si el caudal depende de las lluvias (mayo-julio) o del derretimiento de las nieves (septiembre-enero).

## Historia
Francisco Solano Asta-Buruaga y Cienfuegos  escribió en 1899 en su Diccionario Geográfico de la República de Chile sobre el río:
Limache (Río de).-—Corriente de agua de poco caudal y de unos 45 á 50 kilómetros de curso. Atraviesa de E. á O. gran parte del departamento de su nombre. Tiene sus fuentes en la sierra del límite oriental de su mismo departamento entre los cerros del Roble y la Vizcacha, formándose de los arroyos de las quebradas de la Dormida y de Alvarado, y recibiendo en su primera parte otros menores, como el de Lliullio. Corre hacia el O. por el costado norte de la ciudad de Limache y por la inmediación al S. de la villa de San Francisco de este título, y va á confluir con el río Aconcagua á corta distancia más arriba de la aldea de Tavolango.

## Población, economía y ecología

### Flora acuática

Flora y fauna acuática del estero Limache
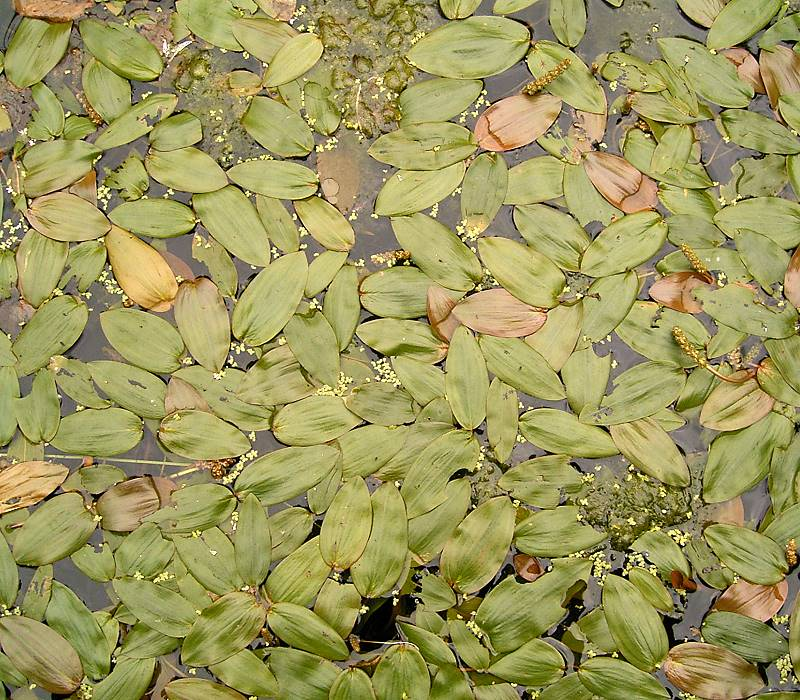
Hojas flotantes de Potamogeton natans.
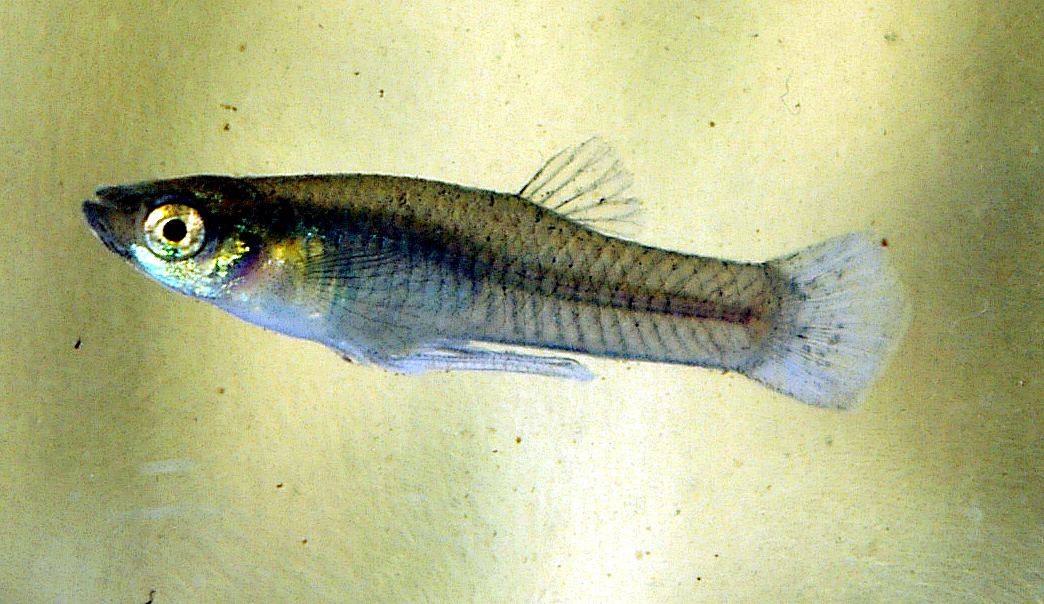
Gambusia macho.

La flora acuática de la cuenca se caracteriza por la presencia de:
- Zanichellia sp.
- Potamogeton sp. (abundante)

### Fauna acuática
Las taxas macroinvertebradas más comunes que se encuentran en la cuenca son:
- Fam. Chironomidae
- Fam. Tipulidae
- Fam. Culicidae

Las especies ícticas identificadas en el curso fluvial son:
- Pejerrey (Basilichthys australis): en estado de conservación vulnerable.
- Gambusia (Gambusia affinis): sin información sobre estado de conservación.
- Bagre chico (Trychomycterus aerolatus): fuera de peligro.
- Pocha (Cheridon pisiculus): en estado de conservación vulnerable.